# 頭蓋形状矯正ヘルメット
頭蓋形状矯正ヘルメット（とうがいけいじょうきょうせいヘルメット、英語: Cranial Remolding Orthosis）とは、乳幼児の変形した頭蓋骨の形状を矯正することを目的としたヘルメット型の器具のこと。この頭蓋形状矯正ヘルメットを用いた治療法を「ヘルメット治療（英語: helmet therapy）」と呼称する。病的でない頭蓋変形に適応となり、日本では自由診療である。病的な頭蓋変形（頭蓋縫合早期癒合症など）と鑑別するため脳神経外科、形成外科でのレントゲンやエコーでの検査が推奨される。

## 沿革

### アメリカ
1979年、Claren博士（Orthomerica社と共同でスターバンドを開発）が斜頭症であった自身の赤ちゃんに使用したことに端を発する。

### 日本
2007年、東京女子医科大学の藍原康雄により導入された。
2011年、国立成育医療研究センターにて導入。
2018年、「ミシガン頭蓋形状矯正ヘルメット」の有効性が認められ薬事承認取得。

## 対象

### 位置的頭蓋変形症
外圧により乳幼児の頭蓋が変形する位置的頭蓋変形症の治療に用いられるのが一般的である。

### 頭蓋骨縫合早期癒合症
頭蓋骨縫合早期癒合症の外科手術後に用いられる場合がある。

## 種類
厚生労働省より医療機器承認を受けた日本国内に流通している頭蓋形状矯正ヘルメットは以下の通り。

### リモベビー
ReMO baby（リモベビー）は、2021年よりグンゼメディカル株式会社により製造販売されている積極的なすきまを設けたヘルメットである。頭蓋骨の自然な成長を阻害することなく、頭の形を誘導する。前後2つのパーツで構成されたおり、成長に合わせて調整が可能である。グンゼメディカル株式会社が国内販売を行っている。

### ミシガン頭蓋形状矯正ヘルメット
ミシガン頭蓋形状矯正ヘルメット（英：Michigan Cranial Reshaping Orthosis）は、米国ダンマープロダクツインク（英：Danmar Products, Inc.）が製造し、FDAを取得。頭蓋形状矯正ヘルメットとして国内で初の薬事承認（クラスⅡ）取得。グンゼメディカル株式会社が国内販売を行っている。

### アイメット
頭蓋形状矯正療法ヘルメット アイメットは、2013年より使用されているヘルメットで、株式ジャパン・メディカル・カンパニーによって製造販売されている。東京女子医科大学病院、東京慈恵会医科大学附属病院、鹿児島大学病院等で使用されている。3Dプリンタを用いて製造している。。

### クルム
頭蓋形状矯正療法ヘルメット クルム(英：Qurum)は2021年より使用されている。株式会社ジャパンメディカル・カンパニーによって3Dプリンタを用いて国内で製造販売されている。2024年1月現在、大学病院取扱数が国内1位である。

### スターバンド
スターバンド（英：STARband）は、アメリカでClaren博士（Orthomerica社と共同でスターバンドを開発）が斜頭症であった自身の赤ちゃんに使用したことに端を発する米国製のヘルメットで、AHS japanが国内販売を行っている。

### ベビーバンド
ベビーバンドは、赤ちゃん、そして赤ちゃんをサポートする両親・医師がより快適に治療ができるよう開発された日本製のヘルメット。クッションやヘルメットの通気性を向上させ、快適に治療できるよう設計されており、多彩なデザインがある。株式会社Berryによって製造販売されている。

## 註釈
1. ↑  医療機器基準等情報提供ホームページ
2. ↑  ミシガン頭蓋形状矯正ヘルメット
3. ↑  アイメット 日本生まれの、頭蓋形状矯正ヘルメット
4. ↑  
日本生まれの完全オーダーメイドなヘルメット頭蓋形状矯正ヘルメットクルム(Qurum)
5. ↑  赤ちゃん(新生児)の頭の形(頭蓋変形)でお悩みなら株式会社AHS Japan Corporationにご相談ください。
6. ↑  “ベビーバンド 頭の形を治療する頭蓋形状矯正ヘルメット”. ベビーバンド(babyband) - 頭蓋形状矯正ヘルメット. 2022年10月7日閲覧。